# Kuratienkirche Rehmen

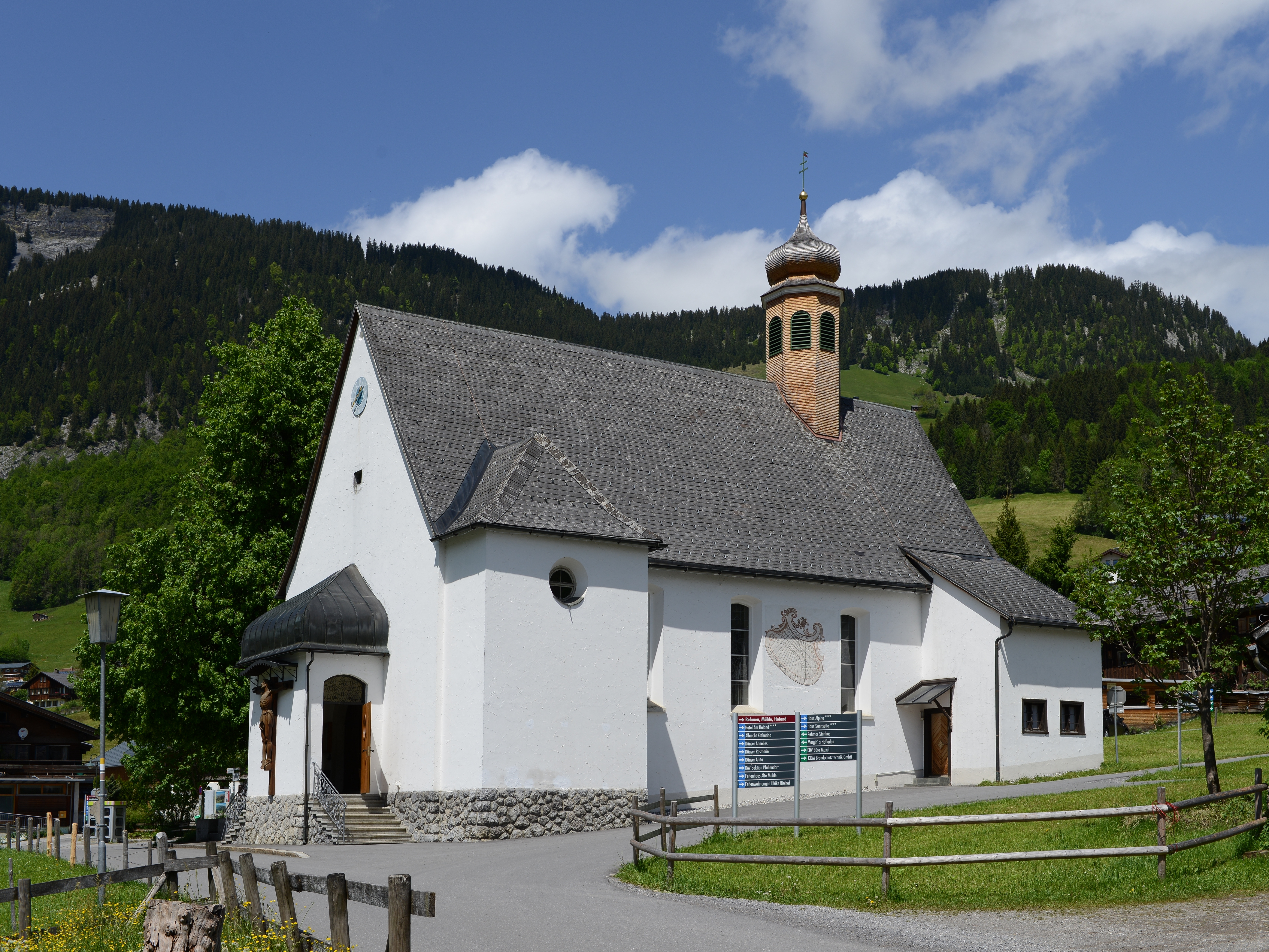
Kath. Kuratienkirche hl. Josef in Au-Rehmen

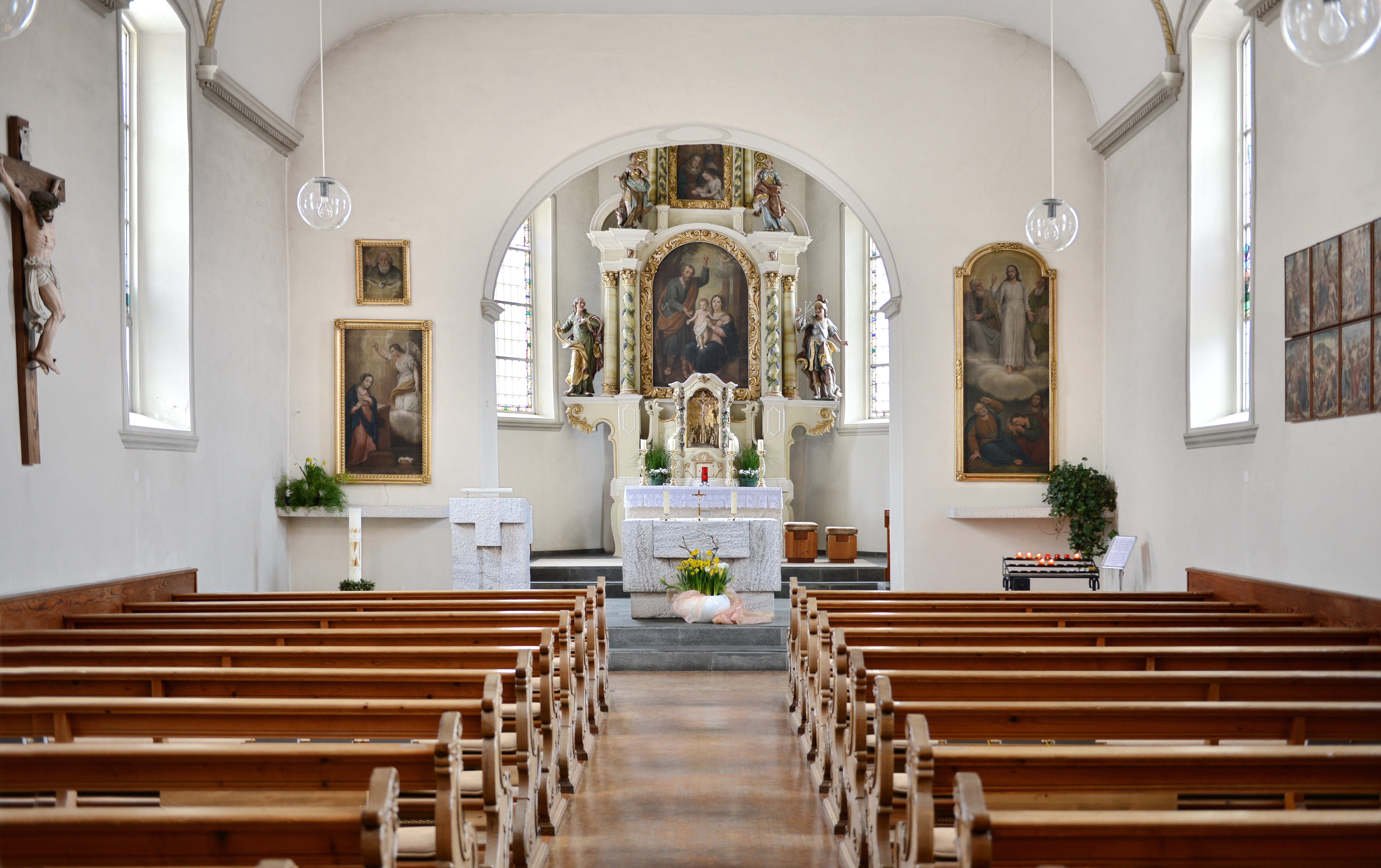
Innenansicht

Die römisch-katholische Kuratienkirche Rehmen steht in der Ortschaft Rehmen in der Bregenzerwälder Gemeinde Au im Bezirk Bregenz in Vorarlberg. Sie ist dem heiligen Josef geweiht und gehört zur Pfarre Au im Dekanat Hinterwald in der Diözese Feldkirch. Das Bauwerk steht unter Denkmalschutz (Listeneintrag).

## Geschichte
Die Kirche wurde im Jahr 1664 erbaut und am Anfang des 18. Jahrhunderts erweitert und 1717 geweiht. Das Langhaus wurde im Jahr 1934 abermals erweitert. Die gemauerte Vorhalle stammt aus dem Jahr 1837.

## Architektur
Kirchenäußeres
Die Kirche besteht aus einem Langhaus mit eingezogenem Chor, die unter einem Satteldach liegen. Über dem Satteldach ist ein achteckiger Glockenturm mit Zwiebelhaube aufgebaut. Südlich an den Chor ist die Sakristei mit Pultdach angebaut. Sie wurde 1923 errichtet. Im Langhaus und Chor sind Rundbogenfenster. An der Südseite des Langhauses ist ein kapellenartiger Anbau.
Kircheninneres
Das Langhaus ist flachtonnengewölbt mit vier kurzen Stichkappen. Darunter ist ein umlaufendes Zahnschnittgesims. Der Triumphbogen ist eingezogen und rund. Der eingezogene, im Fünfachtelschluss endende Chor ist tonnengewölbt. Darunter ist ein umlaufendes Gesims. Im Westen des Langhauses befindet sich eine Empore, die eine gerade Brüstung aufweist und auf zwei Stützen ruht.
Die Fresken im Langhaus stammen von Anton Marte aus dem Jahr 1923. Sie stellen die „Schlüsselübergabe an Petrus“ nach Glätzle dar. Im Chorgewölbe ist die „Taube des Heiligen Geistes“ in Stuck dargestellt. Die bemalten Glasfenster stammen von Gottlieb Schuller und wurden von der Tiroler Glasmalerei und Mosaik Anstalt hergestellt. Im Chor sind auf der linken  Seite die Emmausjünger dargestellt. Im Langhaus sind auf der linken Seite die Heiligen Franziska, Margaretha und Barbara dargestellt. Auf der rechten Seite sind die Heiligen Jakobus, Martin und Wendelin dargestellt.

## Ausstattung
Der Hochaltar ist ein Viersäulenaufbau mit zwei gedrehten weinlaubgezierten Säulen, verkröpftem Gebälk und Aufsatz mit vier Säulen aus der Zeit um 1700. Das Altarbild zeigt die Heilige Familie. Es wurde von Wendelin Moosbrugger um 1800 geschaffen. Das Bild wird von Figuren aus der Zeit um 1740 flankiert. Die linke Figur stellt die heilige Katharina, die rechte den heiligen Sebastian dar. Im Oberbild sind die Heiligen Anna, Joachim und Maria dargestellt. Im Aufsatz sind Figuren von zwei weiblichen Heiligen. Die linke Figur stellt die heilige Afra dar. Über dem Oberbild sind eine Statue des heiligen Michael und zwei Putten aus der Mitte des 18. Jahrhunderts. Der Tabernakel entstand um 1770. Im Nischenrelief sind die Stadt Jerusalem und ein Kruzifix dargestellt.
Das Bild des linken Seitenaltares zeigt die „Verkündigung Mariens“ von Wendelin Moosbrugger aus der Zeit um 1800. Davor ist eine Figur „Maria mit Kind“ vom Ende des 19. Jahrhunderts. Das Altarbild des rechten Seitenaltars stellt die „Verklärung Christi“ dar. Es wurde um 1800 von Wendelin Moosbrugger gemalt. Die Figuren der Heiligen Aloisius und Ignatius wurden in der Mitte des 18. Jahrhunderts geschaffen. Das Gemälde „Auferstehung Christi“ wurde Anfang des 19. Jahrhunderts gemalt. Die Darstellung „Heiligstes Herz Jesu“ stammt von E. Schöppl aus dem Jahr 1930. Die Kreuzwegstationen nach Führich stammen aus der Mitte des 19. Jahrhunderts. Das Kruzifix schuf Kaspar Albrecht im Jahr 1935. Die Bankdocken stammen von Kaspar Felder.

## Orgel
Die Orgel stammt von den Gebrüder Mayer aus dem Jahr 1843.